# Campionati jugoslavi di sci alpino 1968
Ai Campionati jugoslavi di sci alpino 1968 furono assegnati i titoli di discesa libera, slalom gigante, slalom speciale e combinata, sia maschili sia femminili.

## Risultati
| Specialità      | Uomini       | Donne        |
| --------------- | ------------ | ------------ |
| Discesa libera  | Peter Lakota | Majda Ankele |
| Slalom gigante  | Blaž Jakopič | Majda Ankele |
| Slalom speciale | Peter Lakota | Majda Ankele |
| Combinata       | Blaž Jakopič | Majda Ankele |